# (119473) 2001 UO18
(119473) 2001 UO18, também escrito como (119473) 2001 UO18, é um objeto transnetuniano (TNO) que é classificado como um plutino, pois, o mesmo está em uma ressonância orbital de 2:3 com o planeta Netuno. Ele tem uma magnitude absoluta (H) de 7.1  e, tem um diâmetro de aproximadamente 167 km.

## Descoberta
(119473) 2001 UO18 foi descoberto no dia 19 de outubro de 2001.

## Órbita
A órbita de (119473) 2001 UO18 tem um semieixo maior de 39.955 UA e o seu período orbital é de cerca de 253 anos. O seu periélio leva ele a uma distância de 28,313 UA em relação ao Sol e seu afélio a uma distância de 51,597 UA.